# Estádio Ibere Ferreira de Souza
Estádio Ibere Ferreira de Souza – stadion piłkarski, w Santa Cruz (Rio Grande do Norte), Rio Grande do Norte, Brazylia, na którym swoje mecze rozgrywa klub Sport Club Santa Cruz.